# Preußen Münster
Preußen Münster – niemiecki klub piłkarski z siedzibą w Münsterze w Nadrenii Północnej-Westfalii.

## Historia
Klub Sportclub Preußen 06 e.V. Münster założony został 30 kwietnia 1906 jako FC Preußen przez uczniów Johann-Conrad-Schlaun-Gimnazjum. Obecną nazwę przyjął w 1921. Od 1933 klub występował w westfalskiej Gaulidze. Po II wojnie światowej klub występował w rozgrywkach. W 1951 osiągnął swój największy sukces w historii w postaci wicemistrzostwa RFN po porażce w finale z 1. FC Kaiserslautern.
W 1963 Preußen znajdował się wśród założycieli Bundesligi. W sezonie 1963-1964 klub zajął przedostatnie miejsce i został zdegradowany. Nigdy potem już klub nie powrócił do Bundesligi.  W 1974 Preußen znajdował się wśród założycieli 2. Bundesligi. Preußen występował 2. Bundeslidze w latach 1974-1981 i 1989-1991. Od 1991 klub głównie balansuje między trzecią a czwartą ligą.

## Sukcesy
- wicemistrzostwo RFN w 1951.
- 1 sezon w Bundeslidze: 1963–1964.
- 10 sezonów w 2. Bundeslidze: 1974–1981, 1989–1991, 2024–.
- Puchar Nadrenii-Północnej Westfalii (Westfalenpokal) (4): 1997, 2008, 2009, 2010.